# میکولوویتسه (منطقه تربیچ)
میکولوویتسه (به چکی: Mikulovice) یک منطقهٔ مسکونی در جمهوری چک است که در منطقه تربیچ واقع شده‌است.
 میکولوویتسه ۴٫۱۸ کیلومتر مربع مساحت و ۲۱۷ نفر جمعیت دارد و ۵۲۳ متر بالاتر از سطح دریا واقع شده‌است.